# Avis consultatif de la Cour internationale de justice sur le Sahara occidental
L'avis consultatif de la Cour internationale de justice sur le Sahara occidental est un avis consultatif et non contraignant rendu en 1975 par la Cour internationale de justice (CIJ) sur deux questions qui lui ont été soumises par l'Assemblée générale des Nations unies en vertu de la résolution 3292 concernant le territoire contesté du Sahara occidental (alors Sahara espagnol). Le Maroc avait demandé à l'ONU de statuer sur ses revendications et celles de la Mauritanie sur ce territoire.
La CIJ a délibéré entre le 13 décembre 1974 et le 16 octobre 1975. L'arrêt final de la Cour stipule que :
"162. Les éléments et renseignements portés à la connaissance de la Cour montrent l'existence, au moment de la colonisation espagnole, de liens juridiques d'allégeance entre le sultan du Maroc et certaines des tribus vivant sur le territoire du Sahara occidental. Ils montrent également l'existence de droits, y compris certains droits relatifs à la terre, qui constituaient des liens juridiques entre l'ensemble mauritanien, au sens où la Cour l'entend, et le territoire du Sahara occidental. En revanche, la Cour conclut que les éléments et renseignements portés à sa connaissance n'établissent l'existence d'aucun lien de souveraineté territoriale entre le territoire du Sahara occidental d'une part, le Royaume du Maroc ou l'ensemble mauritanien d'autre part. La Cour n'a donc pas constaté l'existence de liens juridiques de nature à modifier l'application de la résolution 1514 (XV) quant à la décolonisation du Sahara occidental et en particulier l'application du principe d'autodétermination grâce à l'expression libre et authentique de la volonté des populations du territoire (voir paragraphes 54 à 59 ci-dessus).".

## Contexte

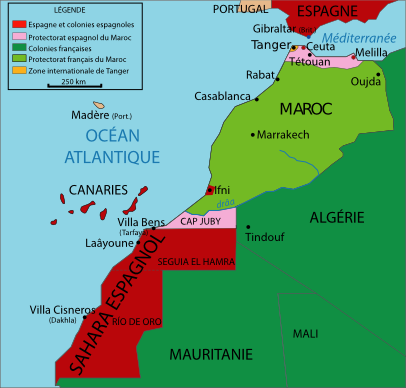
Sahara espagnol.

Le Maroc a obtenu son indépendance en 1956, et le Parti de l'Istiqlal a présenté sa vision des frontières du nouvel État. Ces nationalistes ont fait appel à l'idée d'un Grand Maroc, basé sur le territoire de l'empire chérifien qui a précédé la colonisation française et britannique. Cette zone comprenait ce qui était à l'époque le Sahara espagnol, l'Afrique-Occidentale française et l'Algérie française. L'État marocain lui-même a formellement adopté la vision du "Grand Maroc" sous Mohammed V en 1958. Après l'indépendance de la Mauritanie et de l'Algérie au début des années 1960, le Maroc a renoncé à revendiquer la majeure partie du Grand Maroc. Cependant, il a maintenu sa revendication irrédentiste sur le Sahara occidental.
À la suite de la création du Comité spécial de la décolonisation, le Sahara espagnol a été inclus en 1963 dans la liste préliminaire des territoires auxquels s'applique la déclaration sur l'octroi de l'indépendance aux peuples et pays coloniaux, et à partir de cette année-là, la question du Sahara occidental a été régulièrement examinée par le Comité spécial et à l'Assemblée générale. Le 20 décembre 1966, la résolution 2229 de l'Assemblée générale des Nations unies a demandé à l'Espagne d'organiser un référendum sur l'autodétermination du territoire.
Après avoir initialement résisté à toutes les revendications du Maroc et de la Mauritanie (qui ont également commencé à revendiquer des parties de la région), l'Espagne a annoncé le 20 août 1974 qu'un référendum d'autodétermination serait organisé dans les six premiers mois de 1975.
Le Maroc a déclaré qu'il ne pouvait pas accepter un référendum qui inclurait une option pour l'indépendance et a renouvelé ses demandes pour l'intégration des provinces restantes de Saguia el-Hamra et Rio de Oro à la souveraineté du pays. En Mauritanie, un mouvement plus petit a revendiqué une partie du territoire, le partageant avec le Maroc.
Les relations entre l'Algérie et le Maroc ont été tendues depuis l'indépendance de l'Algérie en 1962, culminant avec la guerre des Sables. L'Algérie a officiellement soutenu le droit à l'autodétermination du peuple de l'ancienne colonie espagnole, comme elle avait soutenu le droit à l'autodétermination des peuples du reste des pays africains colonisés. Le Front Polisario est créé en 1973.
Le 17 septembre 1974, le roi Hassan II a annoncé son intention de porter la question devant la CIJ. En décembre, l'Espagne a accepté de retarder le référendum en attendant l'avis de la Cour.
Le 13 décembre, l'Assemblée générale des Nations unies a voté sur une soumission, ce qui a donné lieu à la résolution 3292 de l'Assemblée générale des Nations unies, l'affirmant et définissant le libellé des questions à soumettre.

## Soumission
La résolution 3292 de l'Assemblée générale des Nations unies demande à la Cour internationale de donner un avis consultatif sur les questions suivantes :
I. Le Sahara occidental (Río de Oro et Sakiet El Hamra) était-il, au moment de la colonisation par l'Espagne, un territoire n'appartenant à personne (terra nullius) ?
Et, si l'opinion majoritaire était "non", les questions suivantes seraient abordées :
II. Quels étaient les liens juridiques entre ce territoire et le Royaume du Maroc et l'entité mauritanienne ?
Entre-temps, le Maroc et la Mauritanie ont convenu conjointement de ne pas contester la question du partage ou de la souveraineté. Le 16 janvier 1975, l'Espagne annonce officiellement la suspension du projet de référendum, en attendant l'avis du tribunal. Du 12 au 19 mai, une petite équipe d'enquêteurs composée de citoyens de Cuba, d'Iran et de Côte d'Ivoire est envoyée dans la région pour évaluer le soutien de la population à l'indépendance. Ils ont également mené des enquêtes en Algérie, en Mauritanie, au Maroc et en Espagne.
Le 16 janvier 1975, l'Espagne annonce officiellement la suspension du projet de référendum, en attendant l'avis du tribunal. Du 12 au 19 mai, une petite équipe d'enquêteurs composée de citoyens de Cuba, d'Iran et de Côte d'Ivoire est envoyée dans la région pour évaluer le soutien de la population à l'indépendance. Ils ont également mené des enquêtes en Algérie, en Mauritanie, au Maroc et en Espagne.
Durant l'été, les questions ont été soumises par le roi Hassan II et l'Espagne. L'Algérie, la Mauritanie, le Maroc et l'Espagne ont tous été autorisés à présenter des preuves lors des audiences (le Polisario a été exclu car seuls les États internationalement reconnus ont le droit de s'exprimer). Vingt-sept sessions ont eu lieu en juin et juillet avant que la Cour ne déclare la procédure définitive.
Les arguments présentés par le Maroc et la Mauritanie étaient essentiellement similaires : l'un ou l'autre avait un droit souverain sur le territoire. Dans le cas du Maroc, le royaume du Maroc revendiquait l'allégeance d'une variété de tribus dans le territoire environnant. Dans le cas de la Mauritanie, aucun État clairement défini n'existait à l'époque. Au lieu de cela, la Mauritanie a fait valoir l'existence d'une entité similaire qu'elle a appelée "bilad Chinguetti". L'Espagne s'est opposée à la souveraineté marocaine, citant les relations que les explorateurs et les colonisateurs espagnols avaient établies avec le sultan, dont aucun n'a jamais reconnu son autorité sur la région. L'Algérie a également défendu la position selon laquelle les Sahraouis étaient un peuple distinct, et non soumis au Maroc ou à la Mauritanie.

## L'avis
Le 15 octobre, une mission de visite de l'ONU envoyée par l'Assemblée générale pour visiter la région et enquêter sur la situation politique a publié ses conclusions, montrant que la population sahraouie était "majoritairement" favorable à l'indépendance vis-à-vis de l'Espagne et du Maroc/Mauritanie. Ces conclusions ont été soumises à la Cour, qui a publié son avis le jour suivant.
Pour la première question, la Cour a décidé par un vote de 13 contre trois que la Cour pouvait prendre une décision sur la question, et a voté à l'unanimité qu'au moment de la colonisation (définie comme le 28 novembre 1884), le territoire n'était pas terra nullius (c'est-à-dire que le territoire a appartenu à quelqu'un).
Pour cette dernière question, la Cour a décidé, par 14 voix contre deux, qu'elle allait trancher. Elle est d'avis, par 14 voix contre deux, qu'il existe des liens juridiques d'allégeance entre ce territoire et le Royaume du Maroc. En outre, elle estime, par 15 voix contre une, qu'il existe des liens juridiques entre ce territoire et l'"entité mauritanienne". Toutefois, la Cour a défini la nature de ces liens juridiques dans l'avant-dernier paragraphe de son avis et a déclaré qu'aucun de ces liens n'impliquait une souveraineté ou une propriété légitime sur le territoire (Rapports de la CIJ (1975) p. 68, par. 162).

## Résultats
L'avis de la Cour a été interprété différemment par les différentes parties, chacune se concentrant sur ce qu'elle considère comme le soutien de ses revendications.
Alors que le Maroc et la Mauritanie ont trouvé dans les réponses aux deux questions une reconnaissance de la légitimité et du fondement historique de leurs revendications, l'Algérie et le Front Polisario se sont concentrés sur l'avant-dernier paragraphe qui stipule que la décision de la Cour ne doit pas entraver l'application de l'autodétermination par le biais du référendum espagnol en cours.
Le roi Hassan II a déclaré l'organisation d'une marche pacifique pour forcer l'Espagne à entamer des négociations sur le statut du territoire, ce que l'Espagne a finalement accepté. Un cycle de pourparlers entre l'Espagne, le Maroc et la Mauritanie se tient à Madrid et aboutit à un accord tripartite, connu sous le nom d'accords de Madrid le 16 novembre 1975, dans lequel l'Espagne accepte que les deux tiers nord du territoire soient temporairement administrés par le Maroc, tandis que le tiers sud doit être temporairement administré par la Mauritanie ; la souveraineté n'est pas cédée et les deux administrations sont soumises à un référendum ultérieur.
En conséquence, les décisions de la Cour ont été largement ignorées par les parties intéressées. Le 31 octobre 1975, les premières troupes marocaines envahissent le Sahara occidental par le nord-est. Le gouvernement espagnol a retiré ses troupes du Sahara espagnol le 12 janvier 1976 et a officiellement mis fin à toute présence sur le territoire le 26 février 1976. Le lendemain, la République arabe sahraouie démocratique a été déclarée par les représentants du Front Polisario. Le Maroc a intensifié sa présence militaire dans la région et, à la fin de l'année, la Mauritanie et le Maroc avaient partagé le territoire. Mais la Mauritanie, trop faible militairement et économiquement pour rivaliser avec le Polisario, est contrainte de renoncer à ses revendications en 1979 et le Maroc annexe immédiatement ce territoire.